# Prosena tenuis
Prosena tenuis là một loài ruồi trong họ Tachinidae.